# Крушение теплохода «Полесье-8»
Крушение теплохода «Полесье-8» — кораблекрушение, произошедшее 17 августа 2013 года в 13 часов 55 минут по местному времени на реке Иртыш в районе посёлка Новая Станица Ленинского округа города Омска, в 10 км южнее центра города.

## История судна
Теплоход был построен на Гомельском судостроительном заводе 30 мая 1989 года. Оснащён двигателем М-401-А1. Пассажировместимость 53 человека. Принадлежит ОАО «Омский речной порт».

## Общая информация
Однопалубный теплоход «Полесье-8», 1989 года постройки, совершавший круиз по маршруту Омск — Ачаир (Ачаирский монастырь), столкнулся с несамоходной грузовой баржей Б-908, перевозившей песок на реке Иртыш в районе посёлка Новая Станица Ленинского округа города Омска.
Судом установлено, что теплоход двигался со скоростью 62 км/ч. Капитан Ратько увидел двигающуюся во встречном направлении баржу на расстоянии 1 км. Ратько договорился с капитаном толкача о расхождении левыми бортами, однако после этого отвлёкся на разговор с членами экипажа и «опомнился, когда расстояние между теплоходом и баржей не превышало 50 м и их было недостаточно для расхождения». Капитан, не уменьшая скорость, теплохода резко принял вправо, но суднам разойтись не удалось, что привело к столкновению. В суде капитан пояснял, что последнее время работал без выходных и был измотан.
Во время столкновения теплоход получил пробоину, носовая часть судна затоплена. Во время крушения 4 человека погибли, 49 получили ранения. Позже стало известно, что в больнице скончались ещё 2 женщины, таким образом, число жертв возросло до шести человек.
Мэр Омска Вячеслав Двораковский не вернулся в Омск после ЧП на Иртыше из Чехии, где проводил отпуск, по его собственным словам, так как не смог прервать лечение, разрешение на это ему дал губернатор региона. Этичность поведения Двораковского планировали рассмотреть в региональном отделении партии «Единая Россия», членом которой является мэр.
21.08.2013 года объявлено днём траура по погибшим.

## Расследование
По факту крушения возбуждено два уголовных дела: по ст. «Нарушение правил безопасности, повлёкшее смерть более двух лиц», а также по ст. «Халатность». Как показала экспертиза, проведённая 17.08.2013 в 21.00, в крови капитана обнаружена 1 промилле алкоголя.

## Итоги расследования

### Транспортная прокуратура
Транспортной прокуратурой было установлено: ОАО «Омский речной порт», в чьём ведении находилось «Полесье», предрейсовые и послерейсовые осмотры судоводителей проводил формально, без использования алкотестеров или иных специальных медицинских приборов. В день катастрофы предрейсовый осмотр капитана судна «Полесье-8» Юрия Ратько не проводился, в журнал были внесены фиктивные сведения о его медосмотре и допуске.
Также для получения лицензии на осуществление перевозок пассажиров компанией ОАО «Омский речной порт» в лицензирующий орган был представлен фиктивный приказ о наличии на предприятии лица, ответственного за безопасную эксплуатацию судов. В действительности, в компании отсутствовало должностное лицо, ответственное за безопасную эксплуатацию судов.
Диспетчерское регулирование судов, в том числе на участке реки, где произошло происшествие, не осуществлялось, не было принято мер к организации технологической связи. Предусмотренная в структуре ФБУ «Обь-Иртышводпуть» служба лоцманской проводки фактически не была создана.
Не было обеспечено наличие на теплоходе «Полесье-8» соответствующего радиооборудования, предусмотренного требованиями Правил Российского речного регистра для обеспечения непрерывной связи на маршруте Омск — Ачаир, экспертом Обь-Иртышского филиала судно признавалось годным к плаванию.

### Ространснадзор
3 сентября 2013 года Ространснадзор на своём официальном сайте опубликовал результаты собственной проверки, проведённой по факту крушения теплохода «Полесье-8».
Из резолютивной части заключения проверки:
Комиссией сделан вывод, что причинами аварии явилась совокупность следующих факторов:
1. Невыполнение судовладельцем, береговыми работниками и командным составом требований, установленных в нормативных документах по безопасности судоходства:
- Лица, отвечающие в компании Омский речной порт за организацию безопасности на судах, отнеслись к своим обязанностям халатно, предрейсовая подготовка была организована не на должном уровне;

2. Нарушение командным составом трудовой дисциплины:
- Командный состав не выполнил ряд требований правил плавания и правил эксплуатации судна. Проверка установила, что капитан теплохода находился в нетрезвом состоянии, это подтверждается копией протокола медицинского освидетельствования от 17 августа 2013 г.;

### Приговор
23 июня 2014 года капитан судна был приговорён к наказанию в виде лишения свободы сроком 4 года 6 месяцев. Освобождён по амнистии, проведя в колонии чуть больше года.

## Ущерб и компенсации
Семьям погибших и пострадавшим были выплачены компенсации от администрации области. Кроме того, пострадавшим и семьям погибших было выплачено страховое возмещение по договору страхования ответственности владельца судна (заключённого во исполнение требований действующего с 1 января 2013 года закона об обязательном страховании ответственности перевозчика). Страховая компания «Энергогарант» выплатила по этому договору 20 млн рублей, что стало одной из 26 самых крупных страховых выплат в 2013 году.